# Metropolitan Opera House de Philadelphie
Le Metropolitan Opera House est un établissement historique dédié à l'opéra et aux concerts populaires, situé à Philadelphie, en Pennsylvanie. Inauguré en 1908, il a connu de nombreuses transformations et usages au fil des ans. En décembre 2018, après 110 ans d'exploitation et une rénovation majeure, il rouvre ses portes en tant que salle de concert. Désormais connu sous le nom de The Met, il est géré par Live Nation Philadelphia.